# Fanny Blankers-Koenová
Francina Elsje (Fanny) Blankers-Koenová (26. dubna 1918, Baarn – 25. ledna 2004, Hoofddorp) byla nizozemská atletka.
Známou se stala ziskem čtyř zlatých medailí na olympijských hrách 1948 v Londýně. Tohoto úspěchu dosáhla ve věku 30 let jako matka dvou dětí, za což získala přezdívku "létající hospodyně."

## Osobní rekordy
- 100 y – 10,6 s – 5. červenec 1952, Wassenaar NR
- 100 m – 11,5 s – 16. červen 1948, Amsterdam SR (1948 – 1952), NR (1948 – 1969)
- 200 m – 23,9 s – 22. září 1952, Antverpy NR (1952 – 1967)
- 220 y – 24,2 s – 29. červen 1950, Brescia NR (1950 – 1954)
- 800 m – 2:29,0 – 22. září 1935, Amsterdam NR (1935 – 1953)
- 80 m p. – 11,0 s – 20. červen 1948, Amsterdam SR (1948 – 1952), NR (1948 – 1963)
- skok do dálky – 625 cm – 19. září 1943, Leiden SR (1943 – 1954), NR (1943 – 1960)
- skok do výšky – 171 cm – 30. květen 1943, Amsterdam SR (1943 – 1951), NR (1943 – 1966)
- pětiboj – 4692 b. – 15./16. září 1951, Amsterdam SR (1951 – 1953), NR (1951 – 1968)